# 馬翰如
馬翰如（1544年—？），字紓之，河南開封府陳留縣人，民籍，明朝政治人物、進士出身。

## 生平
隆庆元年（1567年）丁卯科河南鄉試第十七名，萬曆二年（1574年）登甲戌科會試第一百三十九名，廷試第三甲第二十八名進士。歷官湖廣郧阳府知府，二十一年（1593年）九月升山西副使、潞安兵备。

## 家族
曾祖父馬維垣，曾任壽官；祖父馬冕；父親馬時敏，曾任教諭。母郭氏。永感下。